# Vienna Center (Ohio)
Vienna Center es un lugar designado por el censo ubicado en el condado de Trumbull en el estado estadounidense de Ohio. En el Censo de 2010 tenía una población de 650 habitantes y una densidad poblacional de 262,24 personas por km².

## Geografía
Vienna Center se encuentra ubicado en las coordenadas 41°14′4″N 80°39′15″O / 41.23444, -80.65417. Según la Oficina del Censo de los Estados Unidos, Vienna Center tiene una superficie total de 2.48 km², de la cual 2.48 km² corresponden a tierra firme y (0%) 0 km² es agua.

## Demografía
Según el censo de 2010, había 650 personas residiendo en Vienna Center. La densidad de población era de 262,24 hab./km². De los 650 habitantes, Vienna Center estaba compuesto por el 97.69% blancos, el 0.77% eran afroamericanos, el 0% eran amerindios, el 0% eran asiáticos, el 0% eran isleños del Pacífico, el 0% eran de otras razas y el 1.54% pertenecían a dos o más razas. Del total de la población el 0.46% eran hispanos o latinos de cualquier raza.